# Territorialprälatur
Eine Territorial- oder Gebietsprälatur (lateinisch praelatura territorialis, vor dem CIC 1983 auch praelatura nullius dioeceseos) ist eine der Diözese gleichgestellte Partikularkirche der römisch-katholischen Kirche mit territorial umschriebenen Geltungsbereich nach 368  CIC.
Territorialprälaturen sind vor allem in Südamerika und Italien verbreitet, vereinzelt jedoch auch in Skandinavien und Asien vorzufinden. Ihnen steht ein Prälat vor, der im Gebiet jedoch die volle Jurisdiktion eines Diözesanbischofs ausübt. Häufig hat dieser jedoch die Bischofsweihe empfangen und ist demnach ein Titularbischof. In Frankreich wurde das Dorf Pontigny zur Territorialprälatur erhoben, um in ihr die Priester der Mission de France zu inkardinieren.

## Liste der Territorialprälaturen

### Argentinien
1. Territorialprälatur Cafayate
2. Territorialprälatur Deán Funes
3. Territorialprälatur Esquel
4. Territorialprälatur Humahuaca

### Bolivien
1. Territorialprälatur Aiquile
2. Territorialprälatur Corocoro

### Brasilien
1. Territorialprälatur Itacoatiara
2. Territorialprälatur Itaituba
3. Territorialprälatur Lábrea
4. Territorialprälatur Marajó
5. Territorialprälatur São Félix
6. Territorialprälatur Tefé
7. Territorialprälatur Xingu

### Chile
- Territorialprälatur Illapel

### Frankreich
- Territorialprälatur Pontigny

### Italien
1. Territorialprälatur Loreto
2. Territorialprälatur Pompei

### Mexiko
1. Territorialprälatur El Salto
2. Territorialprälatur Huautla
3. Territorialprälatur Jesús María del Nayar
4. Territorialprälatur Mixes

### Norwegen
1. Territorialprälatur Tromsø
2. Territorialprälatur Trondheim

### Panama
- Territorialprälatur Bocas del Toro

### Peru
1. Territorialprälatur Ayaviri
2. Territorialprälatur Caravelí
3. Territorialprälatur Chota
4. Territorialprälatur Chuquibamba
5. Territorialprälatur Chuquibambilla
6. Territorialprälatur Huamachuco
7. Territorialprälatur Juli
8. Territorialprälatur Moyobamba
9. Territorialprälatur Santiago Apóstol de Huancané
10. Territorialprälatur Yauyos

### Philippinen
1. Territorialprälatur Batanes
2. Territorialprälatur Infanta
3. Territorialprälatur Isabela
4. Territorialprälatur Marawi